# Scodionista
Scodionista är ett släkte av fjärilar. Scodionista ingår i familjen mätare.
Kladogram enligt Catalogue of Life:
| Scodionista | \| \| Scodionista abdulhamidi \| \| \| \| \| \| Scodionista amoritaria \| \| \| \| \| \| Scodionista araxina \| \| \| \| \| \| Scodionista autumnata \| \| \| \| \| \| Scodionista mischii \| \| \| \| |
|             | \| \| Scodionista abdulhamidi \| \| \| \| \| \| Scodionista amoritaria \| \| \| \| \| \| Scodionista araxina \| \| \| \| \| \| Scodionista autumnata \| \| \| \| \| \| Scodionista mischii \| \| \| \| |
|             | Scodionista abdulhamidi |
|             | |
|             | Scodionista amoritaria |
|             | |
|             | Scodionista araxina |
|             | |
|             | Scodionista autumnata |
|             | |
|             | Scodionista mischii |
|             | |